# 高雄市苓雅運動中心

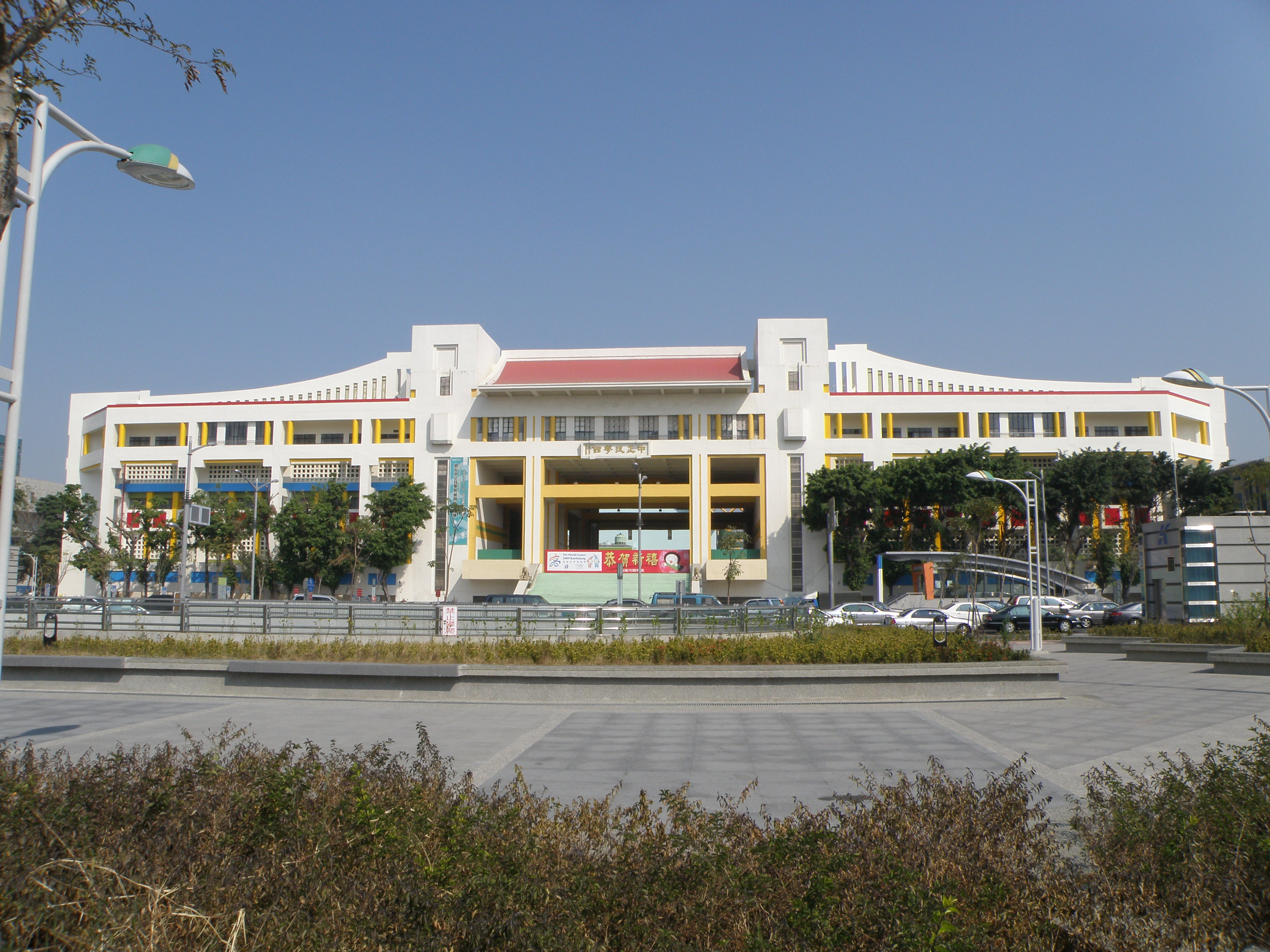
中正技擊館（2009年）

高雄市苓雅運動中心是位於高雄市苓雅區的市立運動中心，技擊館於2021年封館改造後，於2022年3月28日重新啟用。原名中正技擊館，與中正運動場為同時期建築，動工於1985年10月，完工於1986年10月，由王昭藩建築師事務所設計  。內部主要提供技擊運動與室內球類運動。該館與周圍的高雄市立國際游泳池及中正體育場同為高雄市舉辦全國性體育賽事的地點之一。在2009年世界運動會中，中正技擊館作為撞球、短柄牆球及壁球的比賽場地。

## 設施介紹
館內有分做東西兩館，中間間隔八卦庭
- 西館1F：無障礙體適能教室
- 西館2F：運動發展局服務台、綜合場地
- 西館4F：羽球場（西5-8）、桌球室、有氧教室
- 東館2F：服務櫃台、綜合球場、撞球室、201教室
- 東館4F：羽球場（東1-4）、科技教室、多功能教室、403教室
- 5F：健身房、瑜珈教室、舞蹈教室
- 國際室外游泳池：游泳大小（50x24.5公尺）、泳池水深（150cm左側120cm右側80cm）、烤箱、蒸氣室

## 交通
苓雅運動中心位在高雄市中正一路上，鄰近中正路交流道，同時高雄捷運橘線苓雅運動園區站就在門口左側。該館與對面的中正體育場之間原有一個「展示天橋」相連接，後來拆除。苓雅運動中心外也有一座跨越高速公路，通往中正高中的人行天橋。

### 捷運
搭乘高雄捷運橘線至 苓雅運動園區站→4號出口即為苓雅運動中心（東）

### 高雄市公車
| 編號           | 經營業者   | 區間                               | 備註 |
| -------------- | ---------- | ---------------------------------- | ---- |
| 五福幹線（50） | 港都客運   | 建軍站（捷運衛武營站）－鼓山輪渡站 |      |
| 248            | 南台灣客運 | 建軍站（捷運衛武營站）－鼓山輪渡站 |      |
| 8505           | 義大客運   | 義大世界－捷運前鎮高中站           |      |

### 國道客運
| 編號 | 經營業者                   | 區間               | 備註 |
| ---- | -------------------------- | ------------------ | ---- |
| 1610 | 統聯客運                   | 高雄－台北         |      |
| 1621 | 統聯客運                   | 高雄－台中         |      |
| 1650 | 統聯客運                   | 高雄－口湖－三條崙 |      |
| 1651 | 統聯客運                   | 高雄－四湖－三條崙 |      |
| 1838 | 國光客運                   | 高雄－台北         |      |
| 1862 | 國光客運                   | 高雄－桃園         |      |
| 1872 | 國光客運                   | 高雄－台中         |      |
| 7512 | 和欣客運                   | 高雄－新營         |      |
| 7513 | 和欣客運                   | 高雄－臺北         |      |
| 9127 | 高雄客運 國光客運 屏東客運 | 高雄－東港－大鵬灣 |      |
| 9188 | 高雄客運 國光客運 屏東客運 | 高雄－鵝鑾鼻       |      |

### 公共自行車
- 高雄市公共自行車租賃系統：
  - 捷運苓雅運動園區站（1號出口）：中正一路100號（旁）
  - 捷運苓雅運動園區站（2號出口）：中正一路/體育館路口（捷運苓雅運動園區站2號出口旁）

## 外部連結
- 高雄市苓雅運動中心官方網站 （页面存档备份，存于）
- 舞動陽光-高雄市苓雅運動中心Facebook
- 高雄市苓雅運動中心Instagram （页面存档备份，存于）
- 高雄市苓雅運動中心Youtube頻道 （页面存档备份，存于）